# Veľké Pole
Veľké Pole (em húngaro: Pálosnagymező; alemão: Hochwies) é um município da Eslováquia, situado no distrito de Žarnovica, na região de Banská Bystrica. Tem 35,62 km² de área e sua população em 2018 foi estimada em 426 habitantes.

## Demografia
| Ano:        | 1994 | 2004   | 2014    | 2024   |
| ----------- | ---- | ------ | ------- | ------ |
| Broj ljudi: | 476  | 467    | 385     | 417    |
| Razlika:    |      | -1,89% | -17,55% | +8,31% |

| Ano:               | 2023 | 2024   |
| ------------------ | ---- | ------ |
| Número de pessoas: | 425  | 417    |
| Diferença:         |      | -1,88% |